# ألكا
نظام سلاح الطاقة الموجهة ALKA هو سلاح ليزر مزدوج كهرومغناطيسي تركي الصنع، طورته روكيتسان. كُشف عنه أول مرة في معرض IDEF 2019 في 8 مايو 2019. يُزعم أن هذا الليزر القتالي قد استخدم لتدمير إحدى الطائرات بدون طيار وينغ لونغ 2 التابعة للمؤتمر الوطني العام؛ إذا كان هذا صحيحًا، فسيكون هذا أول مرة يُسْتَخْدَم فيها ليزر قتالي مُركب على مركبة لتدمير مركبة قتالية أخرى خلال ظروف الحرب الحقيقية.

## التاريخ
أُبْلِغَ في عام 2010 أن العديد من المنظمات التركية مثل TÜBİTAK SAGE و اسلسان كانت تعمل على الليزر التكتيكي وبعضها حقق نجاحًا في عامي 2015 و 2018 قبل الكشف عن سلاح الطاقة الموجهة الكا. وفقًا لمسؤول ROKETSAN . طُوِّر السلاح Uğur Kayasal ردًا على زيادة هجمات الطائرات بدون طيار على القوات التركية . أمضت شركة روكيتسان خمس سنوات في صنع نظام سلاح الطاقة الموجهة وقضت العامين الأخيرين من فترة التطوير لجعل النظام متحركًا على الأرض. في 4 أغسطس 2019 ، أسقطت ALKA DEW المرّكبة على سيارة مدرعة على الطرق الوعرة طائرة بدون طيار صينية من طراز Wing Loong II في مصراتة ، ليبيا .

## الخواص
يُزعم أن ALKA DEW لديها قوة 50 كيلوواط. وهي تعمل بنظام الليزر والأنظمة الكهرومغناطيسية. يُزعم أنها تستخدم التعرف التلقائي على الهدف باستخدام كل من الكشف الكهروضوئي والرادار لتتبع أهداف متعددة في وقت واحد. و يزعم مصمموها أن لديها القدرة على تعطيل سرب من الطائرات بدون طيار بمدى 4000 متر ، وتدمير هدف بالليزر على بعد 500 متر ، أو تدمير الهدف على بعد 1000  متر بالأسلحة الكهرومغناطيسية. وفقًا للمصممين ، يمكن لهذا السلاح تتبع الأهداف بسرعات تصل إلى 150 كم / ساعة وتتبع الأهداف بدقة 8 مم عند 1000 مسافة م. يمكن أن يعمل في كل من الليل والنهار وعلى منصات متعددة ، ثابتة ومتحركة على حد سواء. يُزعم أنه اُسْتُخْدِمَ ضد العبوات الناسفة والطائرات بدون طيار في بيئات متعددة.

## اقرأ أيضا
- سلاح الليزر